# Football Club Rohožník
Il Football Club Rohožník, o semplicemente Rohožník, è una società calcistica slovacca, con sede nella città di Rohožník. 
Il club fu fondato nel 1919.

## Nomi del club
- 1919 - Založení
- TJ Rohožník
- Oggi - FC Rohožník (Football Club Rohožník)

## Colori
I colori del club sono il rosso, il giallo e il blu.

## Palmarès
- 3. Liga: 1

2020-2021 (girone Bratislava)